# 西不羹遗址
西不羹遗址，是春秋时代诸侯国不羹的故城遗址，也叫尧城，位于河南省襄城县范湖乡宋庄尧城岗上，属龙山文化遗址，1998年被公布为第二批县级文物保护单位。遗址南北长1500米、东两宽1000米，其中包含多处春秋战国、秦汉时期的墓葬。
按史籍记载，不羹国是春秋时期的小诸侯国，被楚国所灭，楚国筑东西两座不羹城，并用作向北方中原地区进攻的重要据点，与陈、蔡、叶一起并称为楚国方城之外的四大别都。战国时期西不羹为城邑，秦汉时期为襄城县所辖的亭。
1927年曾遭军阀盗掘。1963年，河南省文物工作队发掘了岗东墓冢，墓为砖石结构的、一男两女合葬墓，墓主为一武将。按墓室的中室北壁上朱书文字，这是东汉晚期顺帝时期永建年间墓葬。出土了铜器、陶器、铁器、画像石等文物。

## 参看
不羹、 东不羹故城